# Schizonycha togoana
Schizonycha togoana är en skalbaggsart som beskrevs av Brenske 1898. Schizonycha togoana ingår i släktet Schizonycha och familjen Melolonthidae. Inga underarter finns listade i Catalogue of Life.